# راب عربي
راب عربي أو ما يسمى بل (هيب هوب العربي)، هو فن من فنون الموسيقى التي يعبر بها المغني عما في داخله.
بدأ الراب العربي في أواخر التسعينات وكانت بدايته تتركز في دول المغرب العربي.
خرج الراب من المغرب العربي إلى المشرق وتوسع في دول الخليج في بدايات القرن 21.
ظهر هواة وفرق في دول مختلفة وحاول كل منهم التميّز سواء بمحاولات استخدام الشعر العربي ودمجه أو بإدخال الآلات الشرقية وغير ذلك. كما ساهمت برامج الهواة كأرابز غوت تالنت بتقديم هذا الفن للمشاهد العربي.